# Germán Pinillos
Germán Pinillos (Callao, 6 aprile 1972) è un ex calciatore peruviano, di ruolo centrocampista.